# Lijst van stadspoorten van Hoorn
Dit is een lijst van stadspoorten in Hoorn, de Noord-Hollandse stad Hoorn heeft vijf stadspoorten gehad. Van deze vijf poorten resteert alleen de Oosterpoort nog. De Waterpoortbrug is eveneens opgenomen omdat deze brug als waterpoort fungeerde voor de stad Hoorn.
Deze lijst is gesorteerd op chronologische volgorde, hierbij gaat het dus niet altijd om de afgebeelde poort, maar om de eerste vermelding van een poort met die naam. Wel hebben de vernoemde poorten altijd op dezelfde locaties gestaan. Van de genoemde poorten werden de Westerpoort, Koepoort en Oosterpoort in 1871 bedreigd met sloop, alleen de Oosterpoort staat daarvan nog.
| Naam             | Locatie                               | Coördinaten                     | Bouwjaar                                                      | Sloopjaar                                         | Bijzonderheden                                                                                             | Afbeelding       |
| ---------------- | ------------------------------------- | ------------------------------- | ------------------------------------------------------------- | ------------------------------------------------- | --- | ---------------- |
| Westerpoort      | Begin van het Breed, einde Westerdijk | 52° 38′ 31″ NB, 5° 3′ 7″ OL     | 1415/1416 (hout) 1502 (steen) 1573 (herbouw) 1806 (nieuwbouw) | 1806 (sloop oude poort) 1872 (sloop nieuwe poort) | Op deze locatie hebben drie poorten gestaan. Foto toont de laatste poort.                                  | Westerpoort      |
| Koepoort         | Koepoortsplein                        | 52° 38′ 37″ NB, 5° 3′ 33″ OL    | 1508                                                          | 1871                                              | Na de sloop is de houten brug vervangen door de huidige Koepoortsbrug                                      | Koepoort         |
| Oude Oosterpoort | Grote Oost en Kleine Oost             | 52° 38′ 26″ NB, 5° 3′ 59″ OL    | 1511                                                          | 1818                                              | Van deze poort resteert alleen nog de zuidelijke poortmuur in de Kleine Sluis.                             | Oude Oosterpoort |
| Oosterpoort      | Draafsingel                           | 52° 38′ 28″ NB, 5° 4′ 7″ OL     | 1578                                                          | n.v.t                                             | Het huisje boven op de poort is in 1601 geplaatst.                                                         | Oosterpoort      |
| Noorderpoort     | Keern                                 | Precieze locatie is niet bekend |                                                               | 1850                                              | Samen met de Westerpoort en de tussengelegen stadsmuur was de Noorderpoort het oudste stuk van de vesting. | Noorderpoort     |
| Waterpoortbrug   | Nieuwlandgracht                       | 52° 38′ 38″ NB, 5° 3′ 31″ OL    | 1769                                                          | n.v.t.                                            | Waterpoort om de wateren binnen de stad Hoorn af te kunnen sluiten van de wateren buiten de stad           | Waterpoortbrug   |

## Referentie
1. ↑  Lansdaal, Arnoud  (2022). Hoorn in 1872 - 300 jaar vrijheid na Den Briel. Oud Hoorn  44e jaargang (nr. 3): p. 11. ISSN:2213-7009
2. ↑  Schrickx, Christiaan, Westerdijk en Westerpoort. Archeologische Dienst gemeente Hoorn (2007). Geraadpleegd op 8 september 2013.
3. ↑  Maquette van Hoorn – Anno Domini 1650. Vereniging Oud Hoorn. Geraadpleegd op 5 september 2013.